# 다카라즈카 가극단 60기생
다카라즈카 가극단 60기생은 1972년에 다카라즈카 음악학교에 입학하여, 1974년에 졸업하고 다카라즈카 가극단에 입단. 「우미인」으로 초무대를 밟은 40명을 가리킨다.

## 개요
이 기에는 전 하나구미 톱스타 오오우라 미즈키 (2009년 11월 사망), 전 츠키구미 톱스타 츠루기 미유키, 전 호시 · 유키구미 톱여역 하루카 쿠라라, 전 전과 남역으로 하나구미 조장을 맡은 이소노 치히로가 입단하였다.
1975년 4월 7일에 조배속이 되었다.

## 일람
| 예명            | 생일      | 출신지                           | 출신 학교                        | 예명의 유래                                          | 애칭           | 역할 | 퇴단년도 | 비고                                                                       |
| --------------- | --------- | -------------------------------- | -------------------------------- | ---------------------------------------------------- | -------------- | ---- | -------- | -------------------------------------------------------------------------- |
| 青樹りょう      | 11월 28일 | 카나가와현 요코하마시            | 칸토가쿠인무츠우라중학부         |                                                      | 료, 타코       | 남역 | 1986년   | 아들 에그자일, FANTASTICS from EXILE TRIBE의 세카이                        |
| 아오키 료       | 11월 28일 | 카나가와현 요코하마시            | 칸토가쿠인무츠우라중학부         |                                                      | 료, 타코       | 남역 | 1986년   | 아들 에그자일, FANTASTICS from EXILE TRIBE의 세카이                        |
| 亜希かのう      | 7월 16일  | 효고현 다카라즈카시              | 다카라즈카고등학교               | 본명                                                 | 앗코, 푸페짱   | 여역 | 1983년   |                                                                            |
| 아키 카노       | 7월 16일  | 효고현 다카라즈카시              | 다카라즈카고등학교               | 본명                                                 | 앗코, 푸페짱   | 여역 | 1983년   |                                                                            |
| 明知希帆        | 8월 3일   | 효고현 아마가사키시              | 무코가와가쿠인                   | 성명판단                                             | 비비           | 여역 | 1979년   |                                                                            |
| 아케치 키호     | 8월 3일   | 효고현 아마가사키시              | 무코가와가쿠인                   | 성명판단                                             | 비비           | 여역 | 1979년   |                                                                            |
| 鮎原さなえ      | 4월 1일   | 오사카부 오사카시 이쿠노구       | 진다이고등학교                   |                                                      | 사칫페         | 여역 | 1976년   |                                                                            |
| 아유하라 사나에 | 4월 1일   | 오사카부 오사카시 이쿠노구       | 진다이고등학교                   |                                                      | 사칫페         | 여역 | 1976년   |                                                                            |
| 磯野千尋        | 4월 22일  | 아이치현 나고야시 모리야마구     | 오사카부립사쿠라즈카고등학교     | 어머니가 명명                                        | 소루-나        | 남역 | 2013년   | 남동생 켄지 나카오                                                         |
| 이소노 치히로   | 4월 22일  | 아이치현 나고야시 모리야마구     | 오사카부립사쿠라즈카고등학교     | 어머니가 명명                                        | 소루-나        | 남역 | 2013년   | 남동생 켄지 나카오                                                         |
| 大浦みずき      | 8월 29일  | 도쿄도 나카노구                  | 나카노구립제8중학교              | 쇼노 준조가 명명                                     | 나츠메         | 남역 | 1991년   | 아빠 사카타 히로오                                                         |
| 오오우라 미즈키 | 8월 29일  | 도쿄도 나카노구                  | 나카노구립제8중학교              | 쇼노 준조가 명명                                     | 나츠메         | 남역 | 1991년   | 아빠 사카타 히로오                                                         |
| 大立鳩          | 1월 21일  | 오사카부 오사카시 니시요도가와구 | 오기마치고등학교                 | 평화의 상징, 비둘기가 창공을 향하여 크게 날개를 펴다 | 쇼-코          | 남역 | 1980년   |                                                                            |
| 오오타테 하토   | 1월 21일  | 오사카부 오사카시 니시요도가와구 | 오기마치고등학교                 | 평화의 상징, 비둘기가 창공을 향하여 크게 날개를 펴다 | 쇼-코          | 남역 | 1980년   |                                                                            |
| 貴久香          | 10월 15일 | 교토부 교토시 나카교구           | 코오레이중학교                   | 아버지가 명명                                        | 마루, 유키짱   | 여역 | 1984년   |                                                                            |
| 키쿠 카오루     | 10월 15일 | 교토부 교토시 나카교구           | 코오레이중학교                   | 아버지가 명명                                        | 마루, 유키짱   | 여역 | 1984년   |                                                                            |
| 光城ひろみ      | 11월 8일  | 효고현 니시노미야시              | 토요츠중학교                     |                                                      | 코카           | 남역 | 1985년   |                                                                            |
| 코죠 히로미     | 11월 8일  | 효고현 니시노미야시              | 토요츠중학교                     |                                                      | 코카           | 남역 | 1985년   |                                                                            |
| 越富士子        | 6월 6일   | 시즈오카현 시즈오카시            | 칸토가쿠인무츠우라고등학교       | 본명                                                 | 후-            | 남역 | 1980년   | 딸 우라키 히로토 (89)                                                      |
| 코시 후지코     | 6월 6일   | 시즈오카현 시즈오카시            | 칸토가쿠인무츠우라고등학교       | 본명                                                 | 후-            | 남역 | 1980년   | 딸 우라키 히로토 (89)                                                      |
| 白雪愛          | 3월 12일  | 효고현 고베시 타루미구           | 고베죠가쿠인                     |                                                      | 아메짱, 하루요 | 여역 | 1977년   |                                                                            |
| 시라유키 아이   | 3월 12일  | 효고현 고베시 타루미구           | 고베죠가쿠인                     |                                                      | 아메짱, 하루요 | 여역 | 1977년   |                                                                            |
| 千寿慧          | 5월 26일  | 도쿄도                           | 고베시립이쿠타중학교             |                                                      | 쿙             | 남역 | 1977년   |                                                                            |
| 센쥬 케이       | 5월 26일  | 도쿄도                           | 고베시립이쿠타중학교             |                                                      | 쿙             | 남역 | 1977년   |                                                                            |
| 空タカ子        | 9월 5일   | 오사카부 오사카시                | 니시노미야시립니시노미야고등학교 |                                                      | 온짱           | 남역 | 1978년   | 오우조라 마키 (欧空マキ)로 개명                                            |
| 소라 타카코     | 9월 5일   | 오사카부 오사카시                | 니시노미야시립니시노미야고등학교 |                                                      | 온짱           | 남역 | 1978년   | 오우조라 마키 (欧空マキ)로 개명                                            |
| 妙くるみ        | 1월 13일  | 오카야마현 오카야마시            | 오사카부립미노오고등학교         |                                                      | 요코짱         | 여역 | 1981년   |                                                                            |
| 타에 수루미     | 1월 13일  | 오카야마현 오카야마시            | 오사카부립미노오고등학교         |                                                      | 요코짱         | 여역 | 1981년   |                                                                            |
| 竹原小百合      | 2월 27일  | 도쿄도                           | 요우키타중학교                   |                                                      | 엣코, 코다마   | 여역 | 1984년   | 언니 우시오 하루카 (57) 형부 토다 이쿠에이 우시오 아카리 (潮あかり)로 개명 |
| 타케하라 사유리 | 2월 27일  | 도쿄도                           | 요우키타중학교                   |                                                      | 엣코, 코다마   | 여역 | 1984년   | 언니 우시오 하루카 (57) 형부 토다 이쿠에이 우시오 아카리 (潮あかり)로 개명 |
| 橘万里子        | 11월 18일 | 효고현 이타미시                  | 바이카가쿠엔                     |                                                      | 마-코          | 여역 | 1982년   |                                                                            |
| 타치바나 마리코 | 11월 18일 | 효고현 이타미시                  | 바이카가쿠엔                     |                                                      | 마-코          | 여역 | 1982년   |                                                                            |
| 千晶まなか      | 3월 9일   | 오사카부                         | 바이카가쿠엔                     |                                                      | 교로짱         | 남역 | 1979년   |                                                                            |
| 치아키 마나카   | 3월 9일   | 오사카부                         | 바이카가쿠엔                     |                                                      | 교로짱         | 남역 | 1979년   |                                                                            |
| 月丘千景        | 5월 15일  | 효고현 고베시                    | 소노다가쿠엔                     |                                                      | 시노부, 줄리엣 | 여역 | 1990년   |                                                                            |
| 츠키오카 치카게 | 5월 15일  | 효고현 고베시                    | 소노다가쿠엔                     |                                                      | 시노부, 줄리엣 | 여역 | 1990년   |                                                                            |
| 剣幸            | 3월 2일   | 토야마현 토야마시                | 토야마현립공업고등학교           | 출신지 츠루기오카                                    | 우타코         | 남역 | 1990년   | 배우                                                                       |
| 츠루기 미유키   | 3월 2일   | 토야마현 토야마시                | 토야마현립공업고등학교           | 출신지 츠루기오카                                    | 우타코         | 남역 | 1990년   | 배우                                                                       |
| 夏瀬あまね      | 8월 11일  | 오사카부 오사카시                | 스즈란다이중학교                 |                                                      | 리마           | 남역 | 1981년   |                                                                            |
| 나츠세 아마네   | 8월 11일  | 오사카부 오사카시                | 스즈란다이중학교                 |                                                      | 리마           | 남역 | 1981년   |                                                                            |
| 奈々あさみ      | 9월 2일   | 오사카부 오사카시                | 소우아이중학교                   |                                                      | 카즈요짱       | 여역 | 1977년   |                                                                            |
| 나나 아사미     | 9월 2일   | 오사카부 오사카시                | 소우아이중학교                   |                                                      | 카즈요짱       | 여역 | 1977년   |                                                                            |
| 鳴上順          | 8월 23일  | 이시카와현                       | 미노오지유가쿠엔                 |                                                      | 나루           | 남역 | 1980년   |                                                                            |
| 나루카미 준     | 8월 23일  | 이시카와현                       | 미노오지유가쿠엔                 |                                                      | 나루           | 남역 | 1980년   |                                                                            |
| 希夕子          | 2월 20일  | 도쿄도                           | 카와무라가쿠엔                   |                                                      | 이쿠짱         | 여역 | 1982년   |                                                                            |
| 노조미 유코     | 2월 20일  | 도쿄도                           | 카와무라가쿠엔                   |                                                      | 이쿠짱         | 여역 | 1982년   |                                                                            |
| 野ばら朱実      | 5월 6일   | 오카야마현 이바라시              | 이하라고등학교                   | 탄생화                                               | 룻쿠, 치도리   | 여역 | 1984년   |                                                                            |
| 노바라 아케미   | 5월 6일   | 오카야마현 이바라시              | 이하라고등학교                   | 탄생화                                               | 룻쿠, 치도리   | 여역 | 1984년   |                                                                            |
| 早美律          | 6월 18일  | 효고현 고베시 스마구             | 고베카이세이죠시가쿠인           | 쿠사부에 요시코 (16)가 명명                          | 리츠           | 남역 | 1980년   |                                                                            |
| 하야미 리츠     | 6월 18일  | 효고현 고베시 스마구             | 고베카이세이죠시가쿠인           | 쿠사부에 요시코 (16)가 명명                          | 리츠           | 남역 | 1980년   |                                                                            |
| 遥くらら        | 11월 9일  | 카나가와현 요코하마시 니시구     | 카나가와가쿠엔                   | 야시로 세이이치가 명명                               | 못쿠, 쿠라라   | 남역 | 1984년   | 후에 여역 전환 배우                                                        |
| 하루카 쿠라라   | 11월 9일  | 카나가와현 요코하마시 니시구     | 카나가와가쿠엔                   | 야시로 세이이치가 명명                               | 못쿠, 쿠라라   | 남역 | 1984년   | 후에 여역 전환 배우                                                        |
| 日南れい香      | 8월 2일   | 오사카부 오사카시                | 미노오제1중학교                  | 가족이 고안                                          | 아유짱         | 남역 | 1981년   |                                                                            |
| 히나미 레이카   | 8월 2일   | 오사카부 오사카시                | 미노오제1중학교                  | 가족이 고안                                          | 아유짱         | 남역 | 1981년   |                                                                            |
| 姫白鳥          | 4월 28일  | 효고현 고베시                    | 고베야마테가쿠엔                 | 「백조의 호수」                                      | 하니-          | 여역 | 1980년   |                                                                            |
| 히메 하쿠쵸     | 4월 28일  | 효고현 고베시                    | 고베야마테가쿠엔                 | 「백조의 호수」                                      | 하니-          | 여역 | 1980년   |                                                                            |
| 街ゆう          | 8월 31일  | 도쿄도 세타가야구                | 세타가야구립키타자와중학교       |                                                      | 키미           | 여역 | 1977년   |                                                                            |
| 마치 유         | 8월 31일  | 도쿄도 세타가야구                | 세타가야구립키타자와중학교       |                                                      | 키미           | 여역 | 1977년   |                                                                            |
| 松香みちる      | 5월 26일  | 교토부 교토시                    | 토다이중학교                     |                                                      | 스갓피         | 남역 | 1979년   |                                                                            |
| 마츠카 미치루   | 5월 26일  | 교토부 교토시                    | 토다이중학교                     |                                                      | 스갓피         | 남역 | 1979년   |                                                                            |
| 真乃ゆりあ      | 6월 24일  | 효고현 카토군                    | 센진고등학교                     |                                                      | 힛코           | 여역 | 1985년   | 배우 마노 유리아 (眞乃ゆりあ)                                              |
| 마노 유리아     | 6월 24일  | 효고현 카토군                    | 센진고등학교                     |                                                      | 힛코           | 여역 | 1985년   | 배우 마노 유리아 (眞乃ゆりあ)                                              |
| 未央一          | 10월 31일 | 오사카부 오사카시                | 키시죠중학교                     | 어머니와 고안                                        | 우루           | 남역 | 1984년   | 배우                                                                       |
| 미오 하지메     | 10월 31일 | 오사카부 오사카시                | 키시죠중학교                     | 어머니와 고안                                        | 우루           | 남역 | 1984년   | 배우                                                                       |
| 美花ちえり      | 2월 22일  | 카나가와현 요코하마시 나카구     | 타테노고등학교                   | 꽃처럼 살고싶다                                      | 에리, 치에리   | 여역 | 1980년   |                                                                            |
| 미카 치에리     | 2월 22일  | 카나가와현 요코하마시 나카구     | 타테노고등학교                   | 꽃처럼 살고싶다                                      | 에리, 치에리   | 여역 | 1980년   |                                                                            |
| 宮つかさ        | 2월 15일  | 오사카부 오사카시                | 야도중학교                       |                                                      | 케무짱, 유미   | 남역 | 1977년   |                                                                            |
| 미야 츠카사     | 2월 15일  | 오사카부 오사카시                | 야도중학교                       |                                                      | 케무짱, 유미   | 남역 | 1977년   |                                                                            |
| 恵花恵          | 7월 29일  | 미야자키현 센다이시              | PL가쿠엔중학교                   |                                                      | 메구시         | 여역 | 1977년   |                                                                            |
| 메구미 하나에   | 7월 29일  | 미야자키현 센다이시              | PL가쿠엔중학교                   |                                                      | 메구시         | 여역 | 1977년   |                                                                            |
| 八郷ごう        | 2월 27일  | 오사카부 타카츠키시              | 바이카가쿠엔                     |                                                      | 쿤짱           | 남역 | 1984년   | 다카라즈카에서 비스트로 「la kuni」 경영                                   |
| 야사토 고       | 2월 27일  | 오사카부 타카츠키시              | 바이카가쿠엔                     |                                                      | 쿤짱           | 남역 | 1984년   | 다카라즈카에서 비스트로 「la kuni」 경영                                   |
| 山里栞          | 1월 8일   | 오사카부 오사카시                | 바이카고등학교                   | 어머니와 고안                                        | 오키요         | 여역 | 1978년   | 야마자토 시오리 (山郷志保梨)로 개명                                        |
| 야마자토 시오리 | 1월 8일   | 오사카부 오사카시                | 바이카고등학교                   | 어머니와 고안                                        | 오키요         | 여역 | 1978년   | 야마자토 시오리 (山郷志保梨)로 개명                                        |
| 蘭このみ        | 5월 3일   | 도쿄도 키타구                    | 여자성학원                       | 본명                                                 | 코노미         | 여역 | 1983년   | 플라멩코 무용가                                                            |
| 란 코노미       | 5월 3일   | 도쿄도 키타구                    | 여자성학원                       | 본명                                                 | 코노미         | 여역 | 1983년   | 플라멩코 무용가                                                            |
| 若宮あいの      | 12월 17일 | 효고현 아카시시                  | 야마테죠시가쿠엔                 | 아버지가 명명                                        | 사-코          | 여역 | 1982년   |                                                                            |
| 와카미야 아이노 | 12월 17일 | 효고현 아카시시                  | 야마테죠시가쿠엔                 | 아버지가 명명                                        | 사-코          | 여역 | 1982년   |                                                                            |
| 若生あすか      | 3월 20일  | 효고현 고베시                    | 하마코시엔중학교                 |                                                      | 야마짱         | 남역 | 1977년   |                                                                            |
| 와코 아스카     | 3월 20일  | 효고현 고베시                    | 하마코시엔중학교                 |                                                      | 야마짱         | 남역 | 1977년   |                                                                            |